# Barker & Company (Coachbuilders) Ltd.

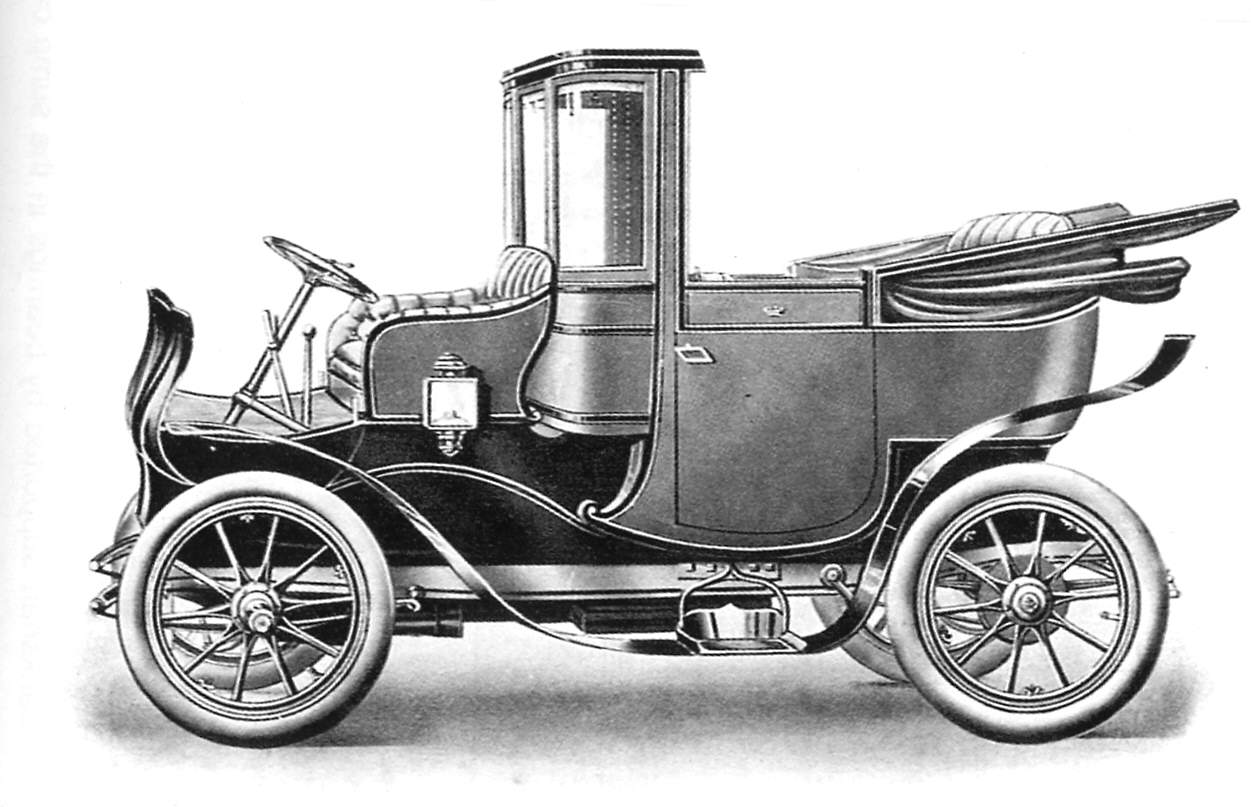
Erster Barker-Entwurf für Rolls-Royce: Landaulet von 1905

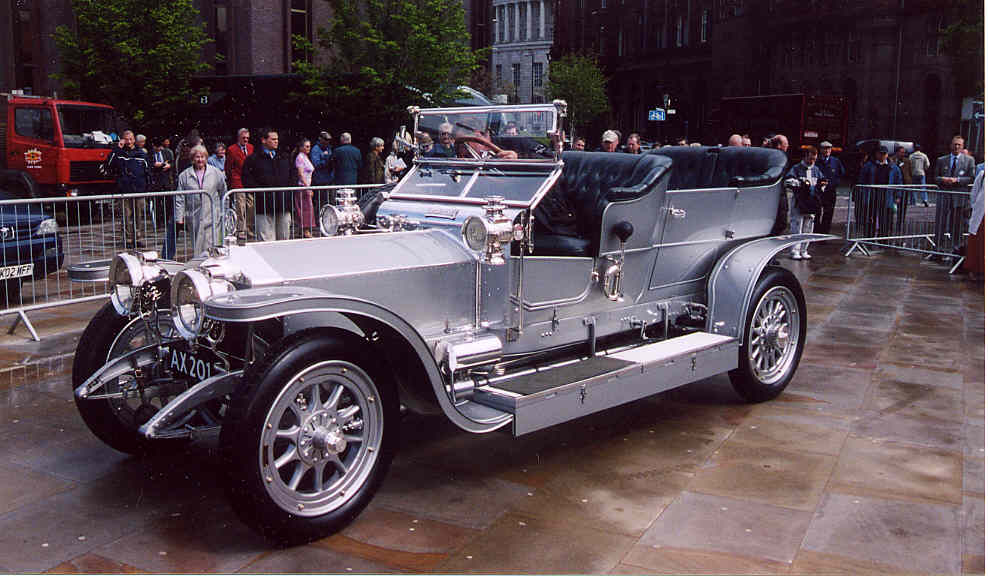
Rolls-Royce 40/50 Semi-Roi des Belges „Silver Ghost“

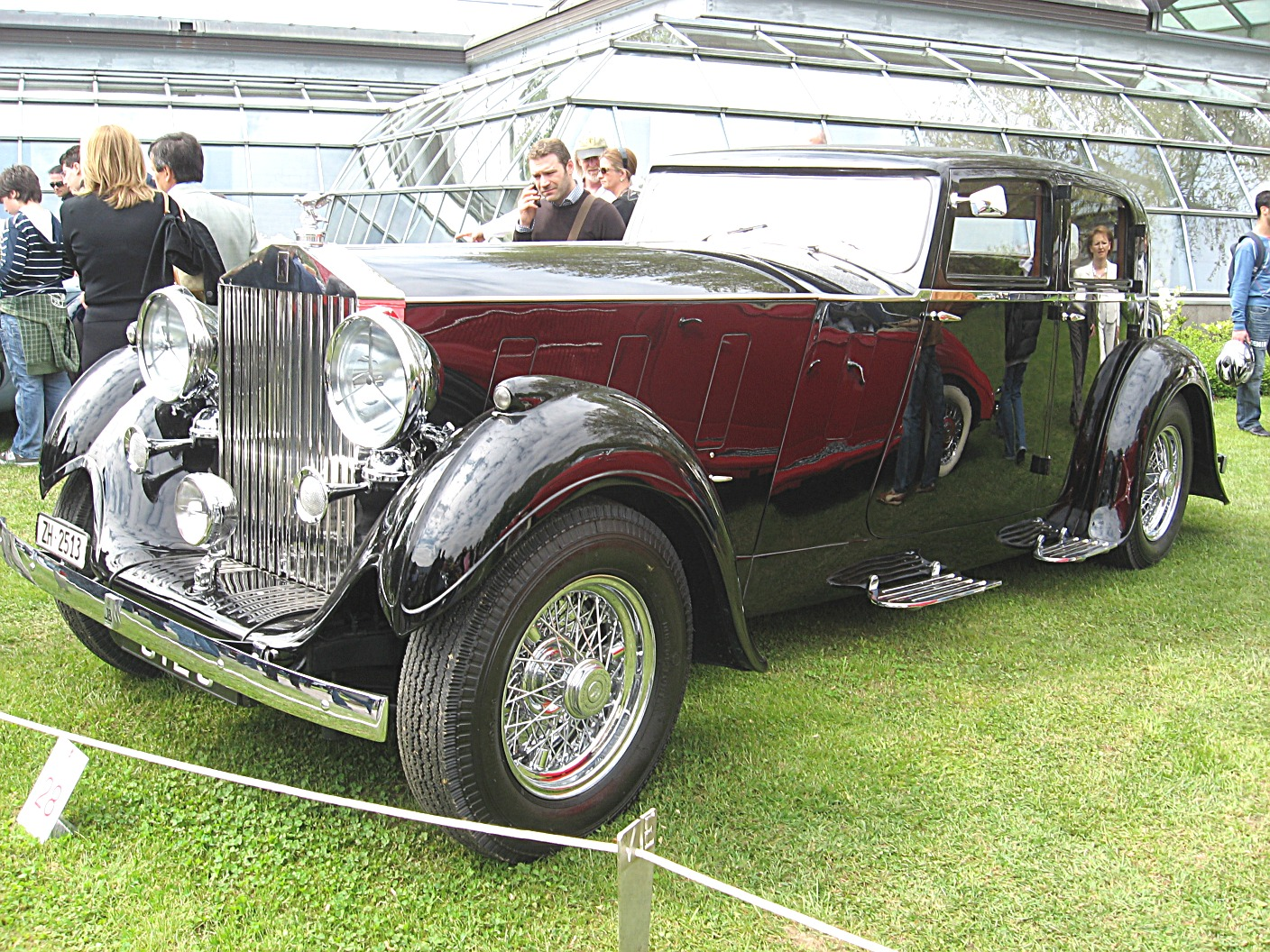
Rolls-Royce Phantom III mit Limousinen-Aufbau von Barker

Barker & Company (Coachbuilders) Ltd. (kurz Barker) war ein britischer Stellmacher, der anfänglich Kutschen und im 20. Jahrhundert individuelle Aufbauten für Oberklasseautomobile fertigte. Barker war zeitweise britischer Hoflieferant und zählte zu den vornehmsten Karosserieherstellern des Landes. Eine besondere Beziehung bestand zu Rolls-Royce, als dessen bevorzugter Karosseriehersteller Barker bis in die 1930er-Jahre hinein galt. Nach einer Insolvenz 1938 wurde der Name Barker zeitweise von dem bisherigen Konkurrenten Hooper genutzt.

## Hintergrund
Bis zur Mitte des 20. Jahrhunderts war es im Automobilbau üblich, das Fahrwerk und die Karosserie getrennt voneinander zu produzieren. Die Automobilhersteller beschränkten sich anfänglich darauf, fahrbereite Chassis, bestehend aus Rahmen, Aufhängung und vielfach auch dem Motor, zu fertigen, während die Aufbauten von selbständigen Karosseriebauunternehmen gestaltet und hergestellt wurden. Diese Trennung blieb insbesondere bei Automobilherstellern der Oberklasse bis zum Zweiten Weltkrieg üblich. In allen Ländern mit eigenständiger Automobilproduktion gab es zahlreiche Karosseriebauunternehmen, die teils standardisierte, teils individuelle und stilistisch auf Kundenwünsche abgestimmte Fahrzeugaufbauten anboten. Einige dieser Unternehmen hatten eine Tradition von mehreren hundert Jahren; sie hatten ihre Wurzeln üblicherweise im Kutschenbau, seltener auch im Bau von Eisenbahnwagen. Einer dieser etablierten Karosseriehersteller war Barker & Company.

## Unternehmensgeschichte
Barker wurde 1710 von einem Offizier der Königlichen Garde gegründet. Im 18. und 19. Jahrhundert fertigte Barker hochwertige Kutschen für den Personentransport. Das Unternehmen hatte bereits in dieser Zeit hohes Prestige.
Ab 1905 produzierte das anfänglich in Covent Garden und später im Stadtteil Shepherd’s Bush ansässige Unternehmen Karosserien für Automobile. Einer der ersten Entwürfe Barkers entstand für ein Chassis von Henry Royce. Noch bevor Royce zusammen mit dem Autohändler Charles Stewart Rolls die Rolls-Royce Ltd. gründete, empfahl er seinen Kunden, die Royce-Chassis bevorzugt von Barker einkleiden zu lassen. Barkers Aufbauten galten als handwerklich hochwertig und stilvoll. Einige der Aufbauten Barkers erlangten internationale Berühmtheit. Dazu gehört die Semi-Roi des Belges genannte Version eines Rolls-Royce 40/50 von 1907, dessen äußere Blechteile silbern glänzten. Wegen seiner besonderen Erscheinung erhielt dieses Modell den Beinamen Silver Ghost (silberner Geist). Rolls-Royce übernahm die Bezeichnung bald für die gesamte Baureihe. Zwar kleidete Barker in den folgenden Jahrzehnten auch Chassis von Bentley, Daimler, Packard und anderen Oberklasseherstellern ein; die Beziehung zu Rolls-Royce blieb aber von besonderer Bedeutung. Bis 1937 fand sich auf jedem Messestand Barkers mindestens ein Rolls-Royce mit besonderer Karosserie.
Barkers Konkurrenten waren in der Zeit nach dem Ersten Weltkrieg vor allem Hooper und Park Ward; mit Ausnahme des wesentlich kleineren Unternehmens Rippon Bros. erreichten die meisten anderen britischen Karosseriehersteller das Niveau dieser drei weder in qualitativer noch in stilistischer Hinsicht.
In den 1930er-Jahren rückte Rolls-Royce allerdings zunehmend von Barker ab. Anlass hierfür waren einerseits handwerkliche Defizite, die sich ab etwa 1932 bemerkbar machten: Barkers Aufbauten waren in dieser Zeit gleichermaßen schwer und instabil. Andererseits war Barker nicht bereit, seine Fertigungsprozesse an die Vorgaben von Rolls-Royce anzupassen: Barker hielt unverändert an den Arbeitsweisen aus der Zeit vor dem Ersten Weltkrieg fest. Als Rolls-Royce in den 1930er-Jahren neue Produktionstechniken erprobte, wandte sich das Unternehmen daher nicht an Barker, sondern an den Konkurrenten Park Ward, den Rolls-Royce für innovativer und flexibler hielt. Rolls-Royce empfahl Barker schließlich auch nicht mehr ausdrücklich seinen Kunden. In der Folge gingen die Aufträge für Barker deutlich zurück. Das Unternehmen wurde 1938 zahlungsunfähig und geriet in Insolvenzverwaltung.
Barkers Konkurrent Hooper kaufte die Namensrechte aus der Insolvenzmasse. Vor dem Ausbruch des Zweiten Weltkriegs wurde der Name Barker nicht reaktiviert. Während des Krieges wurde Hooper von der Birmingham Small Arms Company (BSA) übernommen, zu der auch der Rolls-Royce-Konkurrent Daimler und der traditionsreiche Automobilhersteller Lanchester gehörten. Als Folge dieser Übernahme war nach Kriegsende eine Wiederbelebung der Beziehung Barkers zu Rolls-Royce ausgeschlossen. Bis 1954 gab es noch Aufbauten für Daimler, die Barker zugeschrieben wurden – darunter die Standardkarosserien für den Daimler Regency und Sonderaufbauten für den DB18 –; tatsächlich kamen sie aber aus Daimlers eigenem Werk. Der Versuch, den Lanchester LD10 in größerer Serie mit Karosserien zu versehen, die als Barker bezeichnet waren, scheiterte 1953. Die Aufbauten des LD10 wurden stattdessen ganz überwiegend von Briggs bezogen.

## Der Goldfinger-Phantom III

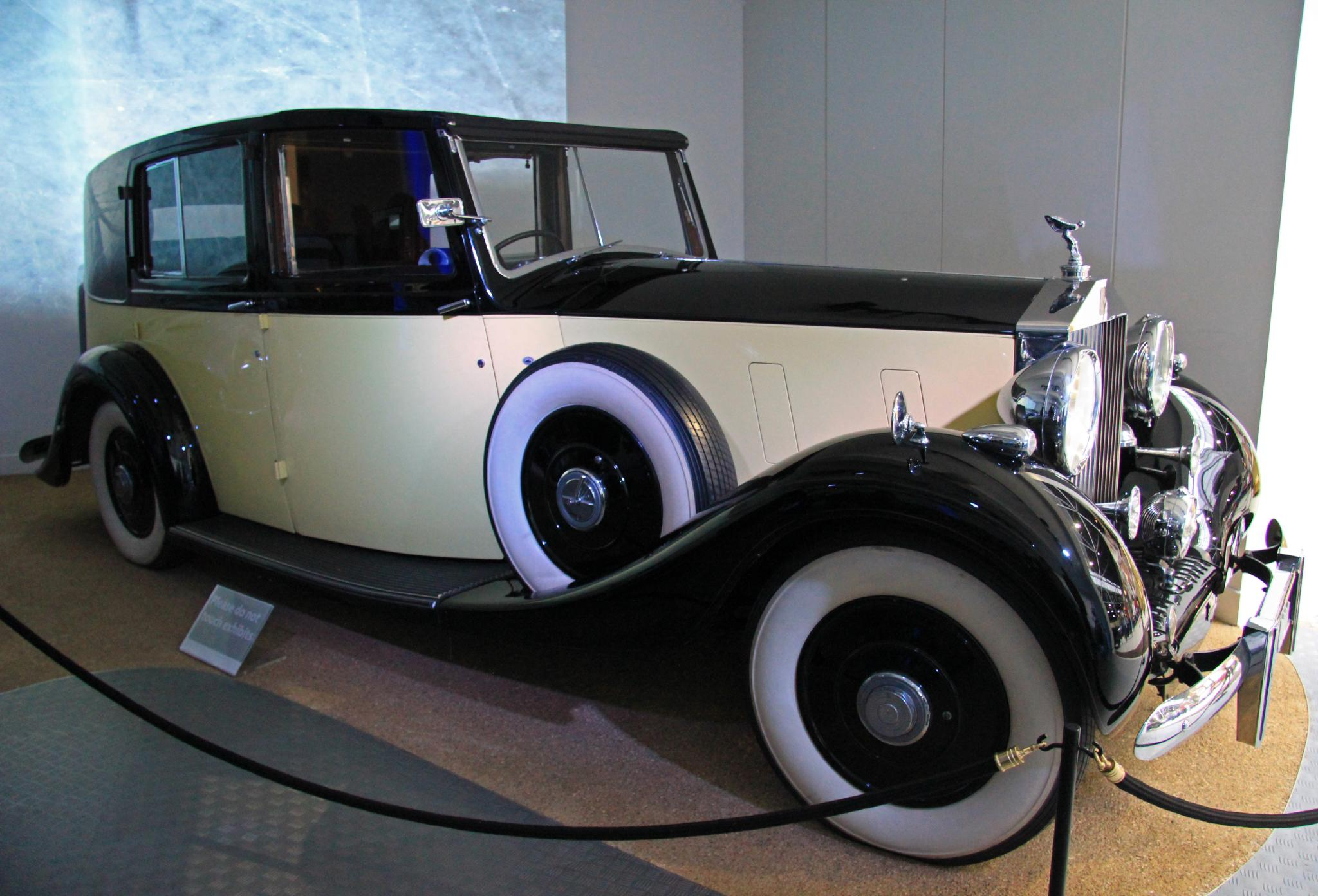
Im James-Bond-Film „Goldfinger“ eingesetzt: Rolls-Royce Phantom III mit Barker-Karosserie

Eine der bekanntesten Kreationen Barkers ist ein Rolls-Royce Phantom III Sedanca de Ville, der 1964 in dem Kinofilm James Bond 007 – Goldfinger eingesetzt wurde. Im Film wird er von Bonds Gegenspieler Auric Goldfinger (Gert Fröbe) gefahren und hat, der Filmdramaturgie folgend, angeblich eine Karosserie aus reinem Gold. Auf diese Weise betrieb Goldfinger den Schmuggel von Edelmetallen. 
Barker gestaltete das Auto mit der Chassisnummer 3BU168 im Jahr 1937 als Auftragsarbeit für Lord Fairhaven. Das Design griff eine klassische Grundlinie mit freiem Fahrer- und geschlossenem Fahrgastabteil („Sedanca“) auf, die Barker in der Vergangenheit bereits mehrfach für Phantom-III-Chassis umgesetzt hatte. Entgegen den Behauptungen im Kinofilm besteht die Karosserie aus Stahlblech, woran auch während des Einsatzes als Filmrequisit nichts geändert wurde.
Das Auto existiert noch. Es wird wiederholt auf Ausstellungen und in Museen gezeigt.